# 峡南広域行政組合
峡南広域行政組合（きょうなんこういきぎょうせいくみあい）は山梨県峡南地域の町村が設立している一部事務組合である。

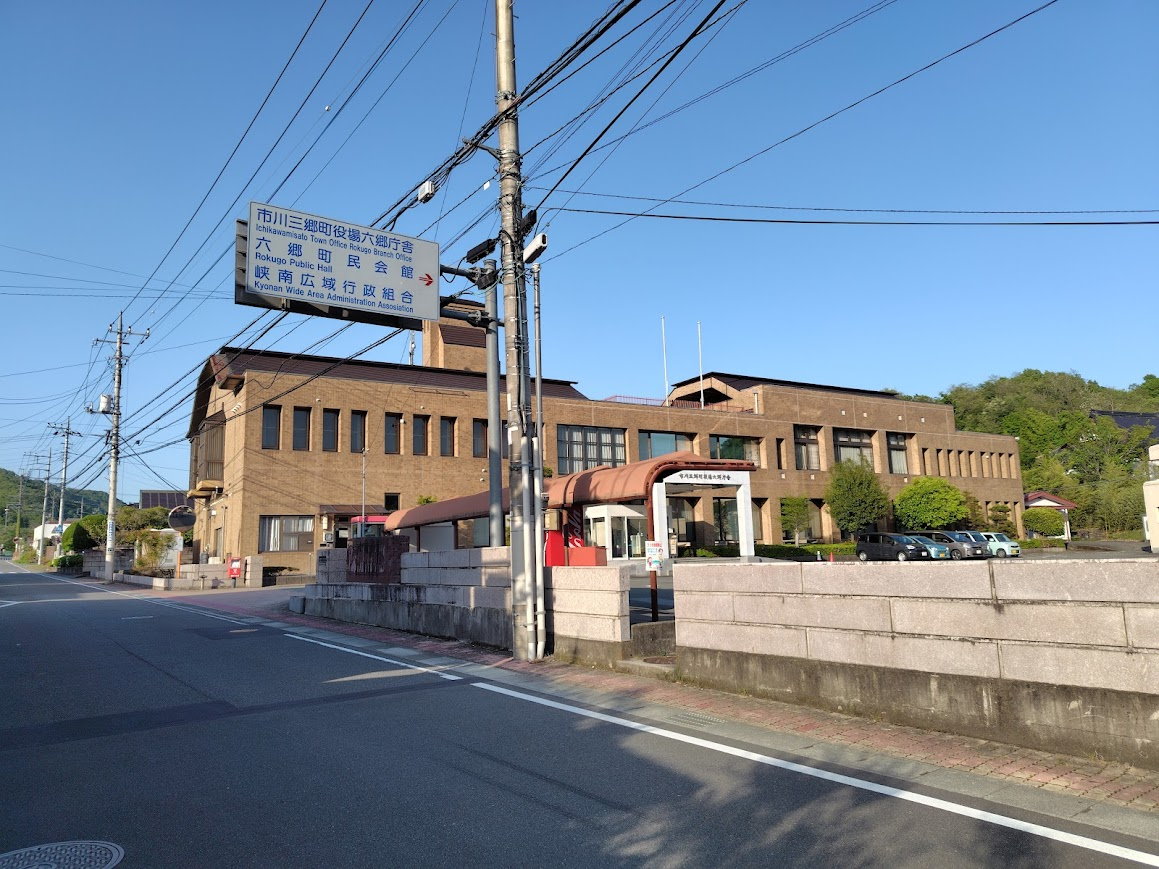
組合事務局の入る市川三郷町役場六郷庁舎

## 概要

### 事務所
- 郵便番号：〒409-3244
- 住所：山梨県西八代郡市川三郷町岩間495

### 管轄地域
- 西八代郡
  - 市川三郷町
- 南巨摩郡
  - 富士川町
  - 早川町
  - 身延町
  - 南部町

### 主な事業
- 幼少年健全育成事業
- 老人福祉施設の運営
- 公営の事務処理機器およびソフトウェアの開発
- 常備消防に関する事務

## 常備消防事務

### 概要
- 消防本部：西八代郡市川三郷町下大鳥居27
- 管内面積：1,059.99km2
- 消防署2カ所、分署1カ所、分駐所3カ所
- 主力機械（2024年4月現在）
  - 普通消防ポンプ自動車：4
  - 水槽付き消防ポンプ自動車：2
  - 屈折はしご付消防自動車（南アルプス市消防本部と共同運用）：1
  - 救助工作車：2
  - 救急車：8
  - 連絡車 : 1
  - 災害多目的車 : 2
  - 査察車 : 1
  - 防火広報・人員搬送車 : 1
  - 搬送車: 1
  - 重機搬送車 : 1
  - 指揮車 : 1
  - 災害指揮車 : 1
  - ボートトレーラ : 1
  - バックホー : 1
  - ジムニー [注釈 1]: 1

### 沿革
- 1972年4月　設立事務組合発足　消防本部及び消防署の設置の政令指定の告示
- 1972年5月　山梨県知事より一部事務組合の許可を受け、峡南地域11町により峡南消防組合消防本部発足
- 1973年4月　業務開始　職員53人、ポンプ自動車2台、救急車3台、改造救急車2台
  - 従前の消防団活動を振り替えるのではなく、消防団はそのまま継続し、消防本部は主に予防救急活動に重点を置くこととした[1]。
- 1974年1月[注釈 2]　早川分駐所・下部分駐所開所
- 1975年3月　増穂待機室開所
- 1982年4月　増穂待機室を分駐所に改名
- 1983年3月　増穂分駐所新築完成
- 1983年7月　下部分駐所新築完成
- 1983年10月　峡南広域行政組合発足
- 1984年1月　早川分駐所新築完成
- 1988年3月　消防本部新庁舎業務開始
- 1994年4月　救急救命士第1期生1名誕生
- 2006年4月　高機能消防指令センター運用開始
- 2022年4月　南アルプス市消防本部と25m級屈折はしご車の共同運用（配備場所は南アルプス消防署[2]）を開始

### 消防署
| 消防署     | 住所                         | 分署                         | 分駐所                                                       |
| ---------- | ---------------------------- | ---------------------------- | ------------------------------------------------------------ |
| 北部消防署 | 西八代郡市川三郷町下大鳥居27 | なし                         | 増穂：南巨摩郡富士川町天神中条28-1                           |
| 中部消防署 | 南巨摩郡身延町下山231-52     | 南：南巨摩郡南部町楮根2890-1 | 早川：南巨摩郡早川町大原野224-1 下部：南巨摩郡身延町古関1434 |

- 各分駐所は救急車のみの配置。

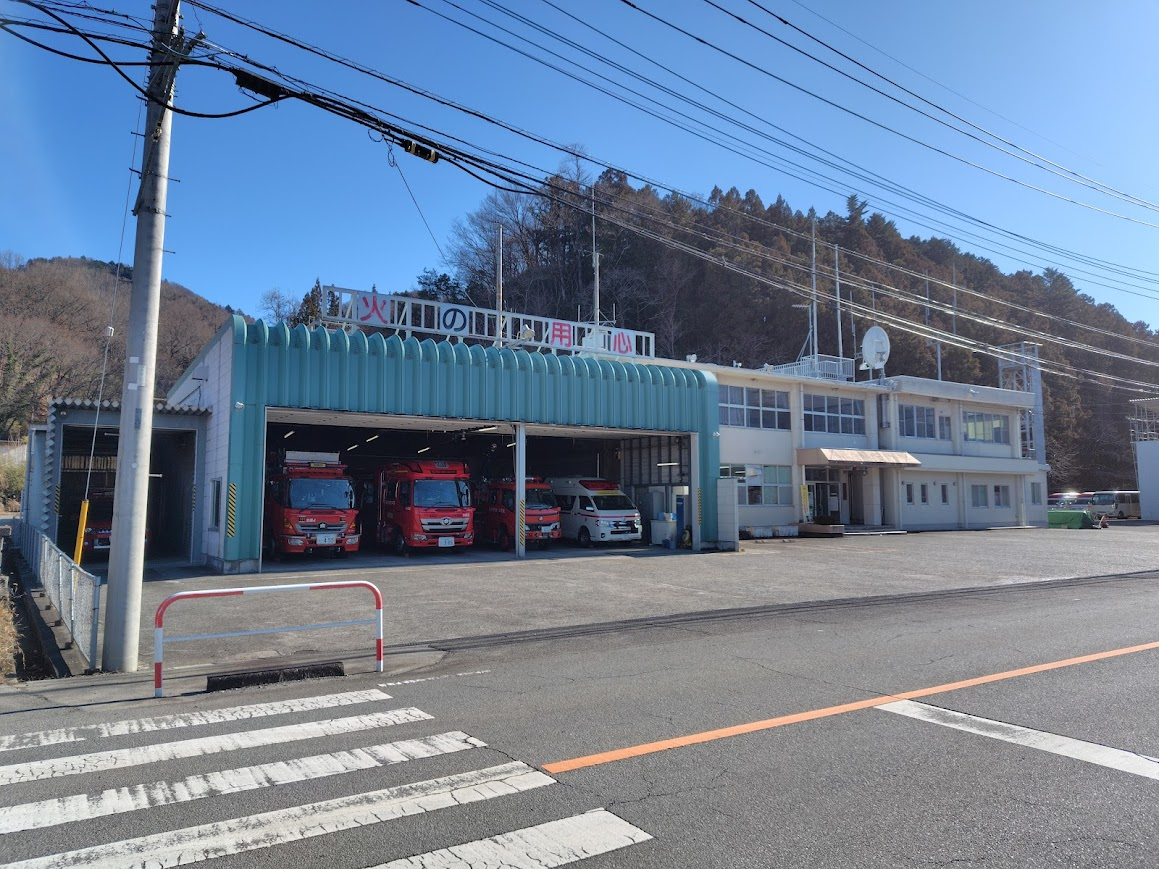
消防本部・北部消防署(2025年2月）
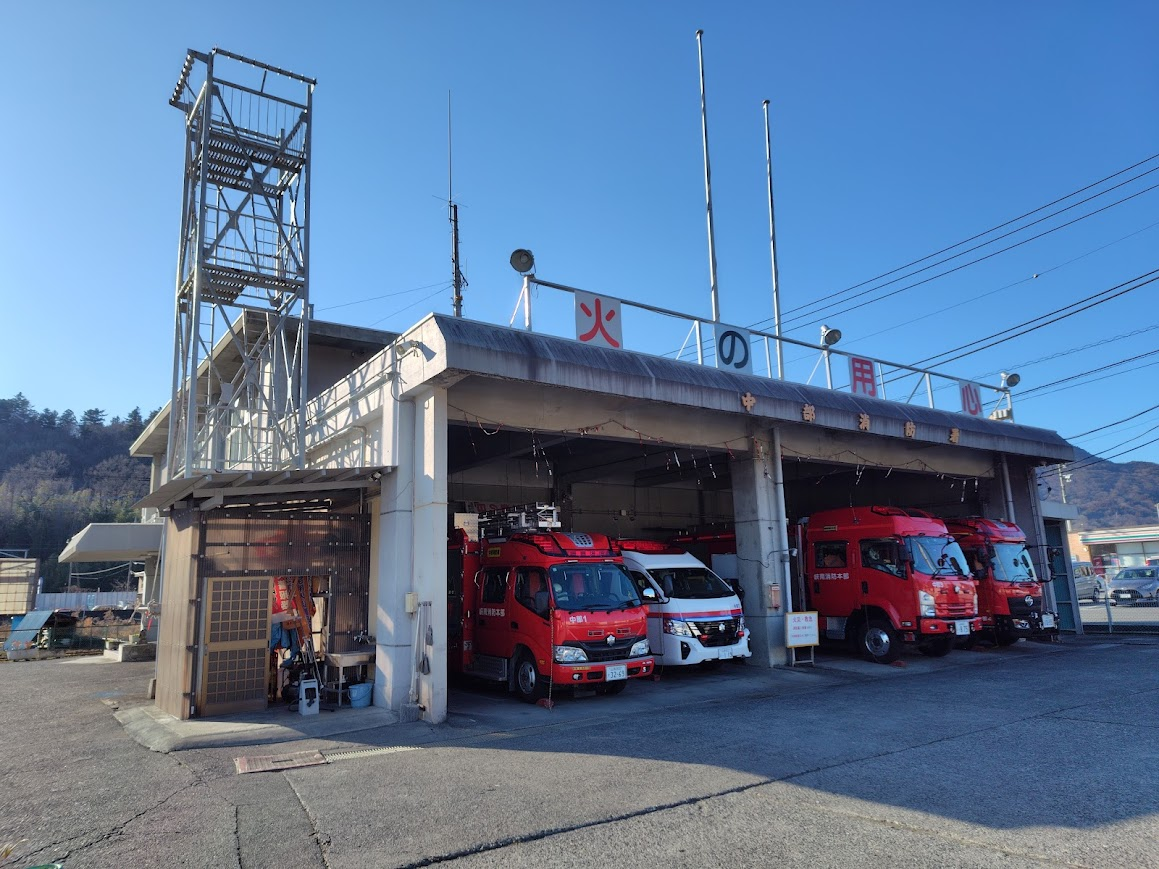
中部消防署（2025年2月）
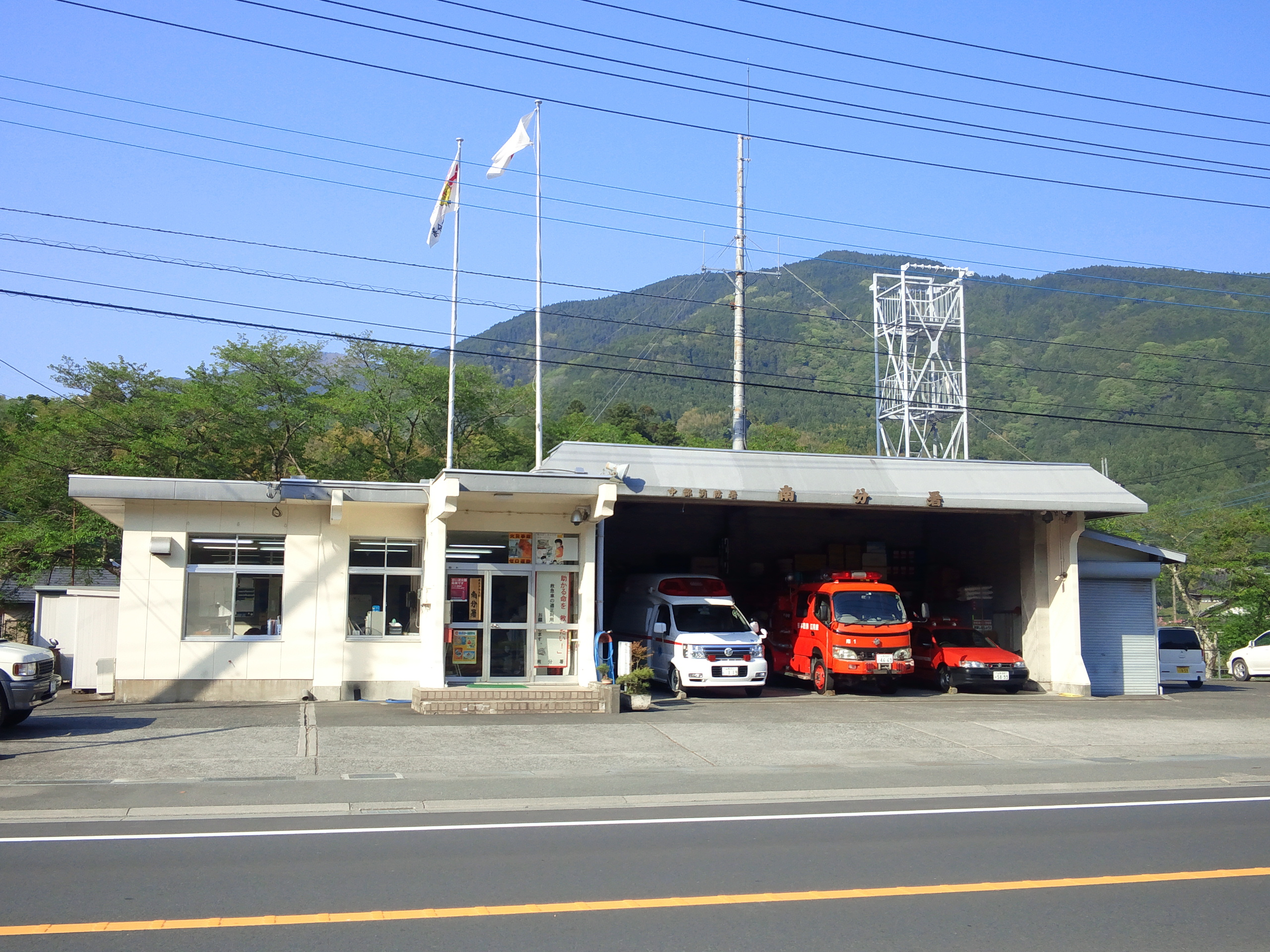
中部消防署南分署
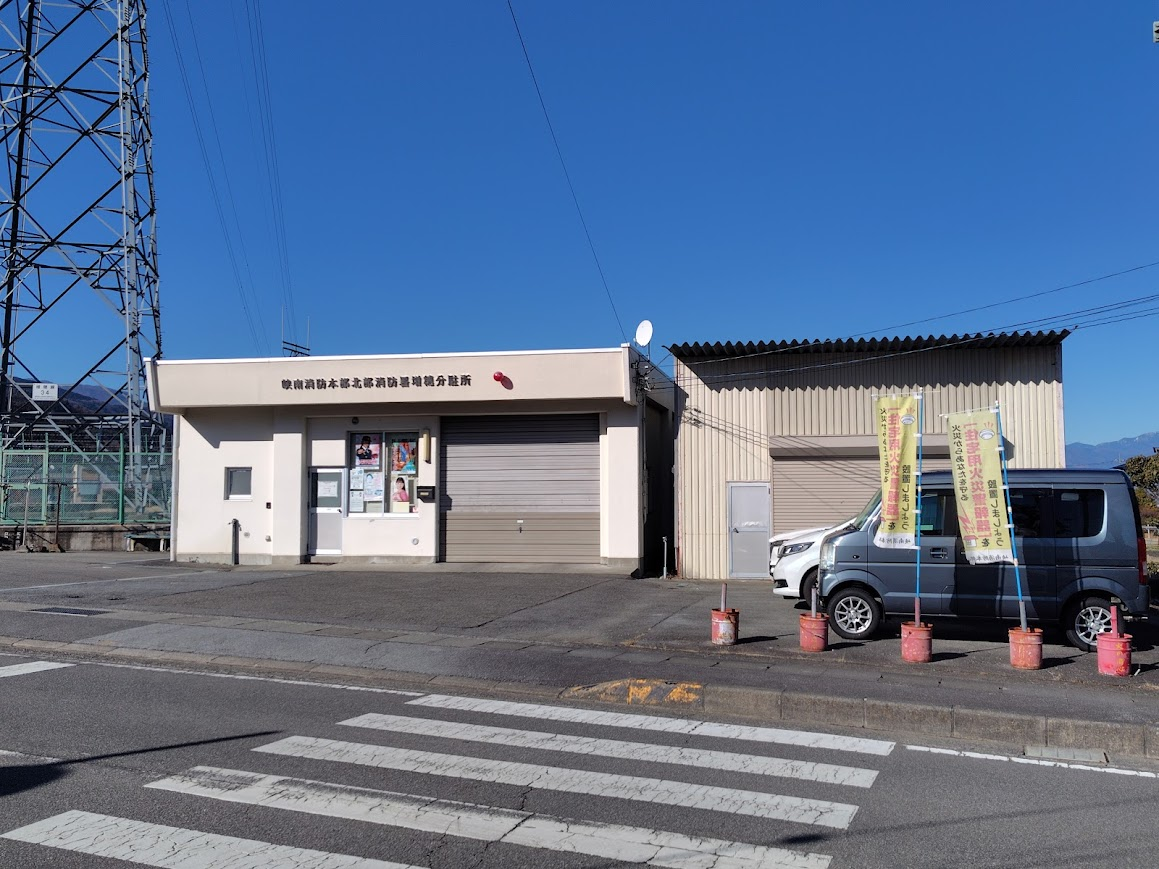
北部消防署増穂分駐所（2025年2月）
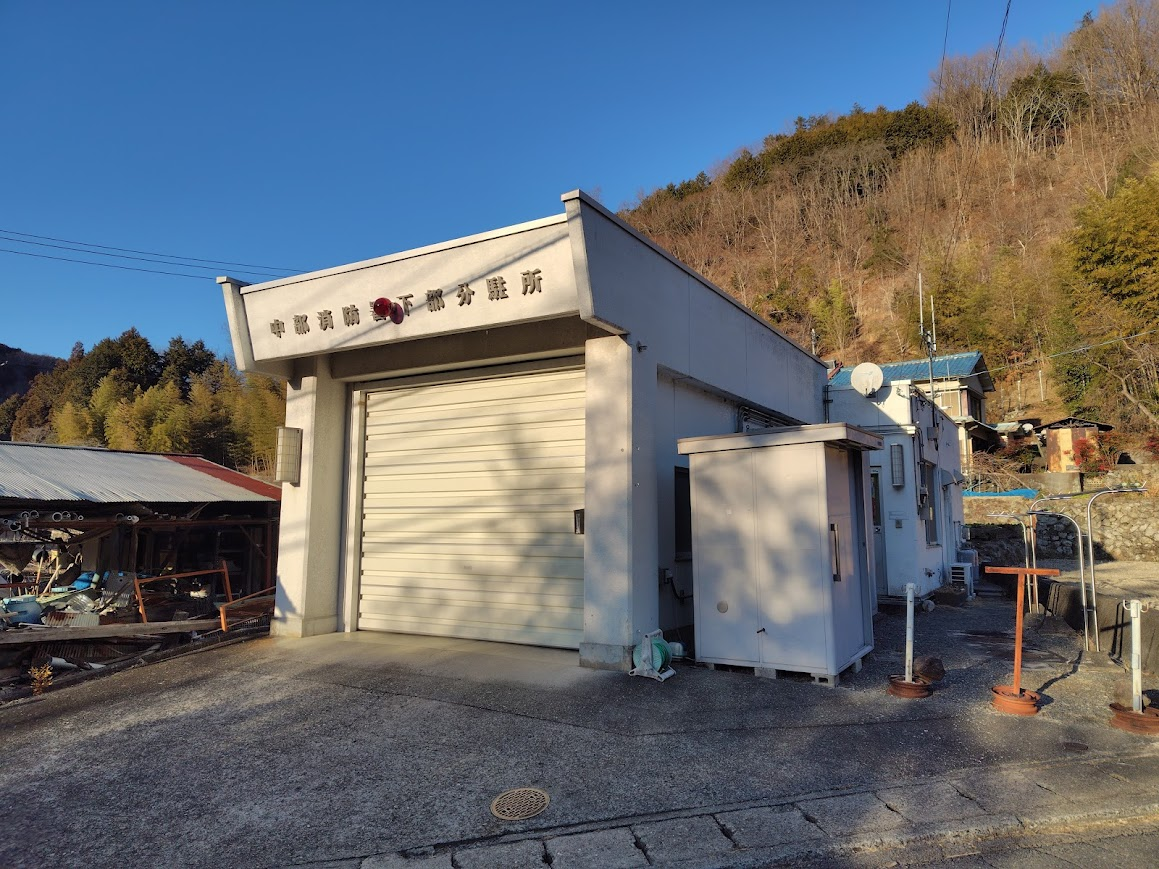
中部消防署下部分駐所（2025年2月）

### 新庁舎計画[3]
現在の消防本部および北部消防署は浸水想定区域内に所在しているほか、昭和48年の開署に合わせた庁舎であって老朽化が進んでおり、さらに女性用設備がない、感染症対策がとれない等の課題がある。
また組合を統括する事務局は昭和58年の統合当初は現在の消防庁舎内に所在したが、業務拡大により事務室等が手狭となったことから、平成17年10月に市川三郷町の六郷庁舎に移転したものであり、消防庁舎と位置が離れていることから、公務の効率性や地域住民の利便性、管理面を含む経済性や効率性が高い状態にはない。
また、情報センターは昭和48年3月に峡南広域計算センターとして設立され、当初より富士川町の施設を借りている状況であり、当該施設の老朽化や耐震不足とともに浸水想定区域に位置しているなどの問題を抱えている。
このため、組合では市川三郷町下大鳥居の県道4号富士川大橋交差点付近に消防施設とともに、組合事務局及び情報センターも入居する複合庁舎施設の整備を行うことを決定した。
また、新庁舎完成後は増穂分駐所が北部消防署に統合、北部消防署の名称を北消防署に変更する計画となっている。